# 전국체육대회 줄다리기 경기장
전국체육대회 줄다리기 경기장은 전국체육대회에서 줄다리기 경기가 개최된 스포츠 시설이다.

## 목록
| 대회   | 경기장                  | 도시 | 좌석 | 수용 | 개장 | 폐장 | 비고 |
| ------ | ----------------------- | ---- | ---- | ---- | ---- | ---- | ---- |
| 1924년 | 휘문고등보통학교 운동장 | 경성 |      |      |      |      |      |

## 참고 문헌
- “대한체육회 국내종합경기대회”. 대한체육회.
- 《대한체육회 50년》. 대한체육회. 1970. 2020년 11월 8일에 원본 문서에서 보존된 문서. 2022년 11월 5일에 확인함.
- 《대한체육회 70년사》. 대한체육회. 1990. 2020년 11월 8일에 원본 문서에서 보존된 문서. 2022년 11월 5일에 확인함.
- 《대한체육회 90년사》. 대한체육회. 2011. 2020년 11월 8일에 원본 문서에서 보존된 문서. 2022년 11월 5일에 확인함.
- 대한체육회 100주년 기념사업부 (2020). 《대한민국 체육 100년》. 대한체육회.